# Söğüt, Marmaris
Söğüt là một xã thuộc huyện Marmaris, tỉnh Muğla, Thổ Nhĩ Kỳ. Dân số thời điểm năm 2011 là 1.672 người.